# Campeonato Mundial de Atletismo de 2013 - Salto em distância feminino
O salto em distância feminino do Campeonato Mundial de Atletismo de 2013 ocorreu entre 10 e  11 de agosto no Estádio Lujniki, em Moscou.

## Recordes
Antes desta competição, os recordes mundiais e do campeonato nesta prova eram os seguintes:
| Tipo                  | Atleta               | Distância | Local      | Data                  | Ref |
| --------------------- | -------------------- | --------- | ---------- | --------------------- | --- |
|                       | Galina Chistyakova   | 7,52      | Leningrado | 11 de junho de 1988   | ver |
| Recorde do campeonato | Jackie Joyner-Kersee | 7,36      | Roma       | 3 de setembro de 1987 | ver |

## Medalhistas
| Ouro                 | Prata                   | Bronze               |
| Brittney Reese (USA) | Blessing Okagbare (NGR) | Ivana Španović (SRB) |

## Cronograma
| Data         | Hora  | Evento        |
| ------------ | ----- | ------------- |
| 10 de agosto | 19:20 | Primeira fase |
| 11 de agosto | 19:00 | Final         |

## Resultados

### Primeira fase
Qualificação: Desempenho de qualificação 6,75 m (Q) ou pelo menos 12 melhores (q) avançam para a final. 
| Classificação | Grupo | Nome                 | Nacionalidade            | 1ª prova | 2ª prova | 3ª prova | Marca | Nota  |
| ------------- | ----- | -------------------- | ------------------------ | -------- | -------- | -------- | ----- | ----- |
| 1             | A     | Shara Proctor        | Grã-Bretanha             | 6,85     | –        | –        | 6,85  | Q     |
| 2             | A     | Blessing Okagbare    | Nigéria                  | 6,83     | –        | –        | 6,83  | Q     |
| 3             | A     | Tori Polk            | Estados Unidos           | 6,62     | 6,75     |          | 6,75  | Q, PB |
| 4             | B     | Volha Sudarava       | Bielorrússia             | 6,38     | 6,71     | x        | 6,71  | q     |
| 5             | B     | Darya Klishina       | Rússia                   | 6,70     | 6,70     | x        | 6,70  | q     |
| 6             | A     | Yelena Sokolova      | Rússia                   | x        | 6,70     | x        | 6,70  | q     |
| 7             | A     | Ivana Španović       | Sérvia                   | 6,58     | 6,57     | 6,63     | 6,63  | q     |
| 8             | B     | Sosthene Moguenara   | Alemanha                 | 6,63     | x        | x        | 6,63  | q     |
| 9             | A     | Erica Jarder         | Suécia                   | 6.57     | 6,59     | 6,58     | 6,59  | q     |
| 10            | A     | Olga Kucherenko      | Rússia                   | 6,59     | x        | x        | 6,59  | q     |
| 11            | B     | Janay DeLoach Soukup | Estados Unidos           | x        | 6,04     | 6,58     | 6,58  | q     |
| 12            | A     | Brittney Reese       | Estados Unidos           | 6,57     | 6,57     | 6,42     | 6,57  | q     |
| 13            | B     | Funmi Jimoh          | Estados Unidos           | x        | 6,57     | x        | 6,57  |       |
| 14            | B     | Lyudmila Kolchanova  | Rússia                   | 6,53     | x        | x        | 6,53  |       |
| 15            | B     | Anna Kornuta         | Ucrânia                  | 6,44     | 6,53     | x        | 6,53  |       |
| 16            | A     | Lauma Grīva          | Letônia                  | 6,46     | 6,50     | 6,36     | 6,50  |       |
| 17            | A     | Lena Malkus          | Alemanha                 | 6,26     | 6,49     | 6,41     | 6,49  |       |
| 18            | B     | Malaika Mihambo      | Alemanha                 | 3,63     | 5,55     | 6,49     | 6,49  |       |
| 19            | A     | Jana Velďáková       | Eslováquia               | 6,43     | 6,48     | 6,36     | 6,48  |       |
| 20            | B     | Christabel Nettey    | Canadá                   | 6,25     | 6,36     | 6,47     | 6,47  |       |
| 21            | A     | Chantel Malone       | Ilhas Virgens Britânicas | 6,20     | 6,40     | 6,20     | 6,40  |       |
| 22            | B     | Éloyse Lesueur       | França                   | 6,25     | x        | 6,39     | 6,39  |       |
| 23            | B     | Arantxa King         | Bermudas                 | x        | 6,36     | x        | 6,36  |       |
| 24            | B     | Bianca Stuart        | Bahamas                  | x        | 6,30     | 6,35     | 6,35  |       |
| 25            | A     | Maryna Bekh          | Ucrânia                  | 6,29     | 6,31     | 6,30     | 6,31  |       |
| 26            | A     | Jana Korešová        | Chéquia                  | 6,10     | 6,10     | 6,18     | 6,18  |       |
| 27            | A     | Lynique Prinsloo     | África do Sul            | 6,03     | x        | 6,17     | 6,17  |       |
| 28            | B     | Dariya Derkach       | Itália                   | x        | 6,16     | x        | 6,16  |       |
| 29            | B     | Macarena Reyes       | Chile                    | x        | 5,93     | x        | 5,93  |       |
| 30 !          | B     | Lorraine Ugen        | Grã-Bretanha             | x        | x        | x        | NM    |       |
| 30 !          | B     | Francine Simpson     | Jamaica                  | x        | x        | x        | NM    |       |

### Final
A final foi iniciada as 19:00. 
| Classificação     | Nome                 | Nacionalidade  | 1ª prova | 2ª prova | 3ª prova | 4ª prova | 5ª prova | 6ª prova | Marca | Nota |
| ----------------- | -------------------- | -------------- | -------- | -------- | -------- | -------- | -------- | -------- | ----- | ---- |
| Medalha de ouro   | Brittney Reese       | Estados Unidos | 6,50     | 7,01     | x        | x        | 6,95     | x        | 7,01  |      |
| Medalha de prata  | Blessing Okagbare    | Nigéria        | 6,89     | 6,58     | 6,68     | 6,80     | 6,99     | 6,96     | 6,99  |      |
| Medalha de bronze | Ivana Španović       | Sérvia         | 6,70     | 6,64     | 6,67     | x        | 6,82     | 6,61     | 6,82  | NR   |
| 4                 | Volha Sudarava       | Bielorrússia   | 6,66     | 6,82     | 6,49     | 6,45     | 6,64     | 6,50     | 6,82  | SB   |
| 5                 | Olga Kucherenko      | Rússia         | 6,56     | 6,67     | 6,67     | 6,81     | 6,68     | 6,72     | 6,81  |      |
| 6                 | Shara Proctor        | Grã-Bretanha   | x        | 6,79     | 6,60     | 6,56     | 6,66     | 6,69     | 6,79  |      |
| 7                 | Darya Klishina       | Rússia         | x        | 6,76     | x        | 6,70     | 6,69     | 6,70     | 6,76  |      |
| 8                 | Tori Polk            | Estados Unidos | 6,65     | 6,56     | 6,39     | 6,73     | 6,41     | x        | 6,73  |      |
| 9                 | Yelena Sokolova      | Rússia         | x        | 6,65     | x        |          |          |          | 6,65  |      |
| 10                | Erica Jarder         | Suécia         | 6,47     | x        | x        |          |          |          | 6,47  |      |
| 11                | Janay DeLoach Soukup | Estados Unidos | x        | 6,43     | 6,44     |          |          |          | 6,44  |      |
| 12                | Sosthene Moguenara   | Alemanha       | 6,42     | x        | 6,15     |          |          |          | 6,42  |      |

Legenda
| Recorde mundial       | Recorde mundial (World record)               |                       | Recorde africano                      | Recorde africano (African) |                                           | Q | Classificado por posição (Qualified) |
| Recorde do campeonato | Recorde do campeonato (Championship record)  | Recorde da América    | Recorde da América (Americas)         | q                          | Classificado por melhor tempo (Qualified) |   |                                      |
| Melhor marca do ano   | Melhor marca do ano (World leading)          | Recorde asiático      | Recorde asiático (Asian)              | DNS                        | Não largou (Did not start)                |   |                                      |
| Recorde nacional      | Recorde nacional (National record)           | Recorde europeu       | Recorde europeu (European)            | DNF                        | Não terminou (Did not finish)             |   |                                      |
| Recorde pessoal       | Recorde pessoal do atleta (Personal best)    | Recorde da Oceania    | Recorde da Oceania (Oceania)          | DSQ / DQ                   | Desclassificado (Disqualified)            |   |                                      |
| Recorde da temporada  | Recorde da temporada do atleta (Season best) | Recorde sul-americano | Recorde sul-americano (South America) | NM                         | Sem marca (No mark)                       |   |                                      |